# لوريل كلارك
لوريل بلير سالتون كلارك (بالإنجليزية: Laurel Clark)‏ ‏(10 مارس 1961 - 1 فبراير 2003) هي طبيبة أمريكية في بحرية الولايات المتحدة ورائدة فضاء في وكالة ناسا وأحد الذين لقوا حتفهم في حادثة تفكك مكوك الفضاء كولومبيا.